# Paul Scheuerpflug
Paul Scheuerpflug (ur. 3 lipca 1896 w Netphen, zm. 8 sierpnia 1945 w Oświęcimiu) – generał porucznik Wehrmachtu. Odznaczony m.in. Krzyżem Rycerskim, Krzyżem Żelaznym i Odznaką za Rany.
Wszedł do służby wojskowej 4 sierpnia 1914 i służył jako oficer w I wojnie światowej. Podczas II wojny światowej dowodził 68 Dywizją Piechoty.
8 maja 1945 Scheuerpflug został ranny w pobliżu Jägerndorf gdzie został zatrzymany przez Sowietów. Zmarł w obozie jenieckim w Oświęcimiu.